# Apistoloricaria listrorhinos
Apistoloricaria listrorhinos és una espècie de peix de la família dels loricàrids i de l'ordre dels siluriformes. Adult, pot assolir fins a 13,6 cm de longitud total.
És un peix d'aigua dolça i de clima tropical. Es troba a Sud-amèrica: conca del riu Metica.